# Desa Singajaya (administrativ by i Indonesien, lat -6,34, long 108,35)
Desa Singajaya är en administrativ by i Indonesien.   Den ligger i provinsen Jawa Barat, i den västra delen av landet, 170 km öster om huvudstaden Jakarta.